# 혐기성 생물
혐기성 생물 (嫌氣性生物)은 산소가 없는 상태에서 정상적인 생육을 하는 생물이다.

## 미생물
혐기성 미생물(嫌氣性微生物)은 무산소 상태에서 생겨나서 자라는 미생물을 가리키며 다음과 같은 종류가 있다.
내기성 혐기성 미생물(耐氣性嫌氣性微生物)- 혐기 상태에서 활력이 높지만 산소가 있어도 잘 자라는 미생물.
통성 혐기성 미생물(通性嫌氣性微生物)- 산소 호흡을 하지만 산소가 없는 환경에서도 증식할 수 있는 미생물. 대장균, 효모류가 있다.
편성 혐기성 미생물(偏性嫌氣性微生物)- 메탄 생성균과 같이 산소 분자가 존재하는 환경에서는 살아가지 못하는 미생물.

## 같이 보기
- 호기성 생물